# Fuentefría
Fuentefría (llamada oficialmente Santa Mariña de Fontefría) es una parroquia y un lugar español del municipio de Amoeiro, en la provincia de Orense, Galicia.

## Toponimia
La parroquia también es conocida por el nombre de Santa Marina de Fuentefría.

## Organización territorial
La parroquia está formada por cuatro entidades de población:
- Cerval
- Figueiras
- Fuentefría (Fontefria)
- Sagiago (San Xiao)(Sanxiao)

## Demografía

### Parroquia
| Gráfica de evolución demográfica de Fuentefría (parroquia) entre 2000 y 2021 |
|                                                                              |
| Datos según el nomenclátor publicado por el INE.                             |

### Lugar
| Gráfica de evolución demográfica de Fuentefría (lugar) entre 2000 y 2021 |
|                                                                          |
| Datos según el nomenclátor publicado por el INE.                         |